# Courant d'Italie et d'Almaigne
De Courant d'Italie et d'Almaigne was de Franstalige variant van de krant Courante uyt Italien, Duytslandt, &c., die gedrukt werd in Amsterdam. De krant werd gepubliceerd van 1620 tot 1621, wat het de vroegste Franstalige krant van Europa maakt; de Parijse Gazette kwam pas uit in 1631. In Frankrijk was daarnaast geen vrije pers, waardoor een markt voor ongecensureerde Franstalige kranten ontstond.